# 片桐尚美
片桐 尚美（かたぎり なおみ）は、日本の女優。

## 出演

### テレビドラマ
- 連続テレビ小説「おしん」第4話 - 第8話・第15話 - 第17話・第19話 - 第24話・第36話（1983年4月7日 - 4月12日・4月20日 - 4月22日・4月25日 - 4月30日・5月14日、NHK） - 谷村こう（幼少期） 役[1]
- ライオン午後のサスペンス「私は許さない」（1984年1月4日 - 2月3日、フジテレビ）[2]
- 「特捜最前線」（テレビ朝日）
  - 第369話「兜町・コンピューターよ、演歌を歌え!」（1984年6月20日）[3]
  - 第380話「老刑事・対決の72時間!」（1984年9月5日）[4]
  - 第457話「終着駅の女I 新宿駅・田所初江の蒸発」（1986年3月13日）[5]
- 「スケバン刑事II 少女鉄仮面伝説」第1話・第2話・第6話・第7話（1985年11月7日・11月14日・12月12日・12月19日、フジテレビ） - 五代陽子（少女期） 役[6]
- 火曜サスペンス劇場「浅見光彦ミステリー」第5作「越後路殺人事件」（1989年1月17日、日本テレビ） - 豊野きせ子（幼少期） 役[7]